# FOREVER BLUE
『FOREVER BLUE』（フォーエバーブルー、Endless Ocean）は、アリカが開発し、任天堂が2007年8月2日に発売したWii専用ゲームソフト。ヨーロッパでは同年11月9日、アメリカでは2008年1月21日に発売。
南太平洋にある幻の島マナウライ島の海を自由に散策できる。ニンテンドーWi-Fiコネクションを利用すると2人で海中散策が可能。テレビCMソングはヘイリーの歌う「プレイヤー 〜祈り〜」。
続編として『FOREVER BLUE 海の呼び声』（Wii）が2009年9月17日に発売された。そして更なる続編として『FOREVER BLUE LUMINOUS』（Nintendo Switch）が2024年5月2日に発売された。

## ゲーム内容
南太平洋にある幻の島マナウライ島の海をWiiリモコンを使って散策したり、泳いだりするダイビングゲーム。WiiリモコンのBボタン、－ボタンで泳ぐことができる。進行方向は、画面上に現れるポインターを動かすことで、泳ぎながら自在に変えられる。ゲームが進むにつれ、深海に潜れるようになったり、クジラやイルカにつかまって泳ぐことが可能。ナイトダイビングも序盤からできるようになる。

## 評価
『週刊ファミ通』のクロスレビューでは合計35点 (10,8,9,8 / 40) を獲得し、35点以上のソフトが対象となるプラチナ殿堂入りとなった。

## 不具合
発売後、ゲーム中の、水槽の魚の配置を決めるサブイベントである「アクアリウム」において、不具合があることが判明した。症状は以下の二つである。
1. 「アクアリウム」で配置する生き物を選ぶ際に、「シノノメサカタザメ」を選んで、「決定」を選び、「水槽内の生物を変更してよろしいですか？」で「はい」を選ぶと画面が黒くなってフリーズし、次の画面に進まなくなる。
2. 「アクアリウム」で配置する生き物を選ぶ際に、「シノノメサカタザメ」を選んだ状態でBボタンを押して配置画面を消し、ツールメニューから「船にもどる」を選択して船にもどると、その後の経過時間にかかわらず、次に「アクアリウム」に移動する際に、海に潜る画面のままフリーズし、先に進まなくなる。

アクアリウムで「シノノメサカタザメ」を選ばなければ症状は出ないが、もし選んでしまったり、自動配置で選ばれてしまったら、全消去で対処する。パネル上に「シノノメサカタザメ」が選ばれている状態で配置画面を消すとパターン2の症状につながるため、誤ってBボタンを押して配置画面を閉じてしまったら、1ボタンを押して再度配置画面を開き、「シノノメサカタザメ」が選ばれていないことを確認して配置画面を閉じる。
万が一症状が出た場合、前回セーブした地点からのプレイとなるが、本編はそのまま進めることができる。
任天堂は、8月21日より商品を交換することを発表した。任天堂に、WEBサイト上から情報を送信するか電話で申し込むことで、8月21日以降、順次交換しに自宅まで訪ねるとしている。

また、21日にユーザーにメールが配信された。
これにより、店頭での販売を一時中断した。なお、現在出回っているのは全て改訂版であり、パッケージ下部に『Wiiリモコンで触れる、海の世界』と書かれた青い帯が新たに印刷されている。